# Arnold Friedrich

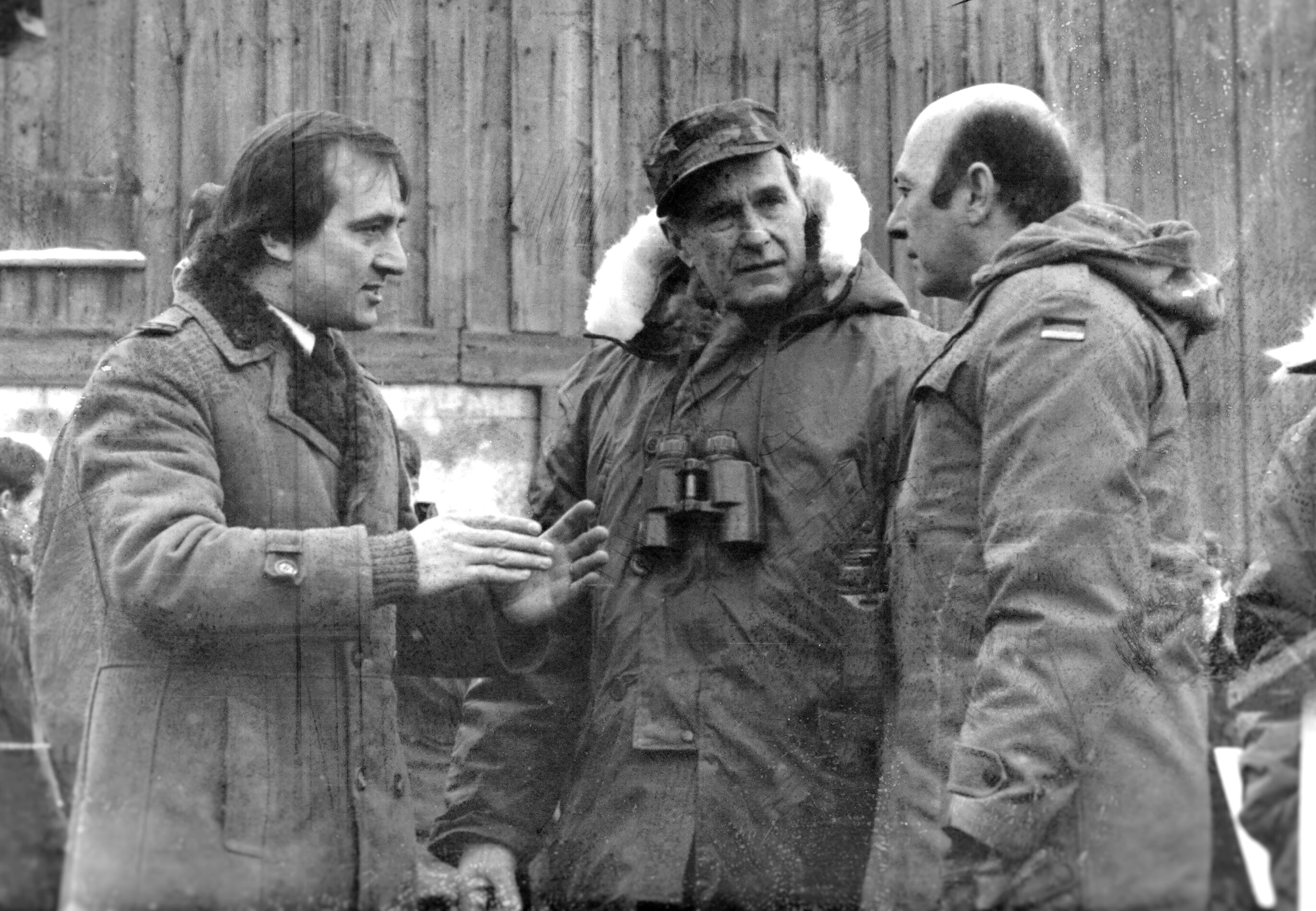
Friedrich (li.) heißt US-Vizepräsident Bush (Mi.) und Bundesverteidigungsminister Wörner (re.) in Mödlareuth willkommen

Arnold Friedrich (* 12. Oktober 1947 in Töpen) ist ein Zeitzeuge der deutschen Teilung und Wiedervereinigung. Er ist Altbürgermeister der Gemeinde Töpen im Landkreis Hof in Bayern, Mitbegründer des Deutsch-Deutschen Museums Mödlareuth und Vorsitzender des gleichnamigen Trägervereins.

## Leben
Arnold Friedrich wurde schon als Kind von der innerdeutschen Grenze geprägt. Seine Heimatgemeinde war von 1952 bis 1966 eine der wenigen Zonengrenzübergangsstellen für den Transitverkehr zwischen Bayern und West-Berlin.
Friedrich war ab 1967 acht Jahre lang als Beamter beim Bundesgrenzschutz am Standort Bayreuth tätig. Seine Aufgaben beinhalteten auch Streifendienst und Postierungen im Grenzabschnitt Dreiländereck (Tschechien-Sachsen-Bayern) bis Bad Steben in der unmittelbaren Umgebung seines Heimatortes.
In den siebziger Jahren wechselte Friedrich als Beamter in den bayerischen inneren Verwaltungsdienst und wurde geschäftsleitender Beamter der Gemeinde Köditz im Landkreis Hof. 1978 begann seine lokalpolitische Tätigkeit als Gemeinderat und schon ein Jahr später wurde er mit 31 Jahren zum ehrenamtlichen Bürgermeister der Gemeinde Töpen gewählt. Im Jahr 2002 stellte er sich nicht mehr zur Wahl und wurde bei seiner Verabschiedung aus dem Amt zum Ehrenbürger und Altbürgermeister ernannt.
Der bayerische Teil der ehemals geteilten Ortschaft Mödlareuth gehört ebenfalls zur Gemeinde Töpen. Als Symbol der deutschen Teilung war das sogenannte „Little Berlin“ ein medialer und politischer Anziehungspunkt. Als gastgebender Bürgermeister durfte Friedrich viele nationale und internationale Persönlichkeiten persönlich begrüßen. Zu den vielen Besuchern gehören unter anderen: George H. W. Bush, Otto von Habsburg, Karl Carstens, Helmut Kohl, Manfred Wörner, Georg Freiherr von Waldenfels und Anna Fisher. Friedrich gehörte zu den Mitorganisatoren der Kerzendemonstration im Westteil Mödlareuths am 5. Dezember 1989, die das Ziel hatte, die Öffnung der Mauer in Mödlareuth voranzutreiben. Am 7. Dezember begannen die Bauarbeiten und am 9. Dezember wurde dann tatsächlich ein offizieller Fußgängergrenzübergang eingerichtet.
Der Nationalfeiertag der Bundesrepublik Deutschland am 17. Juni 1990 war für Bürgermeister Friedrich und seinen neugewählten Bürgermeisterkollegen vom thüringischen Teil des Ortes Anlass, in Mödlareuth einen Teil der Mauer einreißen zu lassen. Diese spontane und nicht mit den Behörden und Sicherheitskräften abgesprochene Aktion war für Arnold Friedrich und den Filmemacher Arndt Schaffner der Ausgangspunkt, die Teilung des Dorfes dokumentarisch aufzuarbeiten und sich für den teilweisen Erhalt der Sperranlagen einzusetzen. Zusammen begannen sie im Herbst 1990 das Deutsch-deutsche Museum aufzubauen, dessen Leitung Schaffner übernahm. Friedrich übernahm den Vorsitz des gleichnamigen Trägervereins. 1994 wurde das Museum offiziell eröffnet.
1992 wechselte Friedrich in den thüringischen Verwaltungsdienst und wurde geschäftsleitender Beamter der Stadt Gefell; seit 1998 gehört der thüringische Teil von Mödlareuth zu Gefell. Somit war er als ehrenamtlicher Bürgermeister auf bayerischer und als Geschäftsleiter auf thüringischer Seite für den Ort Mödlareuth zuständig.
Trotz öffentlicher Zuschüsse, konnte der Trägerverein das Deutsch-deutsche Museum nicht dauerhaft finanzieren. Die Finanzierung des Museums wurde im Januar 2006 durch einen eigens gegründeten länderübergreifenden Zweckverband, dem die drei Landkreise Hof (Bayern), Vogtland (Sachsen), Saale-Orla (Thüringen) sowie die Gemeinden Töpen und Gefell angehören, gesichert.
Als Bürgermeister der Gemeinde Töpen lag Friedrichs Hauptaugenmerk auf der Verbesserung der örtlichen Infrastruktur, Gewerbeansiedlung (z. B. Lidl-Zentrallager und Dennree) und der Dorferneuerung. Während seiner Amtszeit wurde die Vollkanalisation in den Ortschaften Töpen und Isaar gebaut. Zusammen mit der Gemeinde Feilitzsch wurde die Trinkwasserversorgung durch die Erschließung ergiebiger Brunnen gesichert.

## Auszeichnungen
- 1995: Bundesverdienstkreuz am Bande durch Bundespräsident Roman Herzog für sein Lebenswerk im Dienste der deutschen Wiedervereinigung[5]
- 1999: Kommunale Verdienstmedaille des Bayerischen Innenministeriums in Bronze[6]
- 2002: Ernennung zum Altbürgermeister und Ehrenbürger der Gemeinde Töpen
- 2010: Bayerische Staatsmedaille in Bronze durch den Bayerischen Staatsminister für Ernährung, Landwirtschaft und Forsten[7][8]